# Viennoise de Bonis
Viennoise, op. 8, est une œuvre musicale de la compositrice Mel Bonis, datant de 1893.

## Composition
Mel Bonis compose Viennoise pour piano en 1893. L'œuvre, dédiée à Mlle Jeanne Sorbier, est publiée la même année aux éditions Leduc. Elle est rééditée en 2014 par les éditions Furore.

## Analyse
Viennoise est une valse, sujet de prédilection de la compositrice. Elle a cependant une écriture moins sophistiquée que dans les valses postérieures à celle-ci.

## Discographie sélective
- Le diamant noir, par Laurent Martin (piano), Ligia Digital, 2016

## Sources
- Étienne Jardin, Mel Bonis (1858-1937) : parcours d'une compositrice de la Belle Époque, 2020 (ISBN 978-2-330-13313-9 et 2-330-13313-8, OCLC 1153996478, lire en ligne)